# Зінченко Олександр Іванович
Олександр Іванович Зінченко (1907—1943) — майор Робітничо-селянської Червоної армії, учасник Другої світової війни, Герой Радянського Союзу (1943).

## Біографія
Олександр Зінченко народився в 1907 році в селі Клугино-Башкирівка (нині — село в складі Чугуївської міської ради Харківської області). Після закінчення семи класів школи працював на Чугуївському обозному заводі, потім на будівництві Харківського тракторного заводу. У 1929 році Зінченко призваний на службу в Робітничо-селянську Червону армію. У 1938 році закінчив піхотну школу. З серпня 1941 року — на фронтах Другої світової війни. Брав участь у боях на Кавказькому, Сталінградському і Центральному фронтах, у травні 1942 року був поранений в ногу. Брав участь у Сталінградській і Курській битвах, звільненні Української РСР. До вересня 1943 року майор Олександр Зінченко командував 3-м батальйоном 385-го стрілецького полку 112-ї стрілецької дивізії 24-го стрілецького корпусу 60-ї армії Центрального фронту. Відзначився під час битви за Дніпро.
24 вересня 1943 року батальйон Зінченка переправився через Дніпро в районі села Ясногородка Вишгородського району Київської області Української РСР. Прорвавши німецьку оборону, він звільнив частину Ясногородки і закріпився на зайнятих рубежах. Противник зробив п'ять контратак, але всі вони були відбиті. Батальйон у тих боях знищив понад 10 ворожих вогневих точок і близько 200 солдатів і офіцерів.
Указом Президії Верховної Ради СРСР від 17 жовтня 1943 року за «успішне форсування річки Дніпро на північ від Києва, міцне закріплення плацдарму на західному березі річки Дніпро і проявлені при цьому відвагу і геройство» майор Олександр Зінченко удостоєний високого звання Героя Радянського Союзу з врученням ордена Леніна і медалі «Золота Зірка».
9 листопада 1943 року в боях під Києвом Зінченко отримав важке поранення в живіт, від якого помер на наступний день в дивизійному медсанбаті. Похований в селі Дудки Вишгородського району.